# Мерпен
Мерпе́н (фр. Merpins) — коммуна во Франции, находится в регионе Пуату — Шаранта. Департамент — Шаранта. Входит в состав кантона Коньяк-Сюд. Округ коммуны — Коньяк.
Код INSEE коммуны — 16217.
Коммуна расположена приблизительно в 410 км к юго-западу от Парижа, в 115 км юго-западнее Пуатье, в 45 км к западу от Ангулема.

## Население
Население коммуны на 2008 год составляло 1028 человек.
| 1962 | 1968 | 1975 | 1982 | 1990 | 1999 | 2008 |
| ---- | ---- | ---- | ---- | ---- | ---- | ---- |
| 681  | 832  | 895  | 953  | 1025 | 938  | 1028 |

## Климат
Климат океанический. Ближайшая метеостанция находится в городе Коньяк.
| Показатель                        | Янв. | Фев. | Март | Апр. | Май  | Июнь | Июль | Авг. | Сен. | Окт. | Нояб. | Дек. | Год   |
| --------------------------------- | ---- | ---- | ---- | ---- | ---- | ---- | ---- | ---- | ---- | ---- | ----- | ---- | ----- |
| Средний суточный максимум, °C     | 8,7  | 10,5 | 13,1 | 15,9 | 19,5 | 23,1 | 26,1 | 25,4 | 23,1 | 18,5 | 12,4  | 9,2  | 17,7  |
| Средняя температура, °C           | 5,4  | 6,7  | 8,5  | 11,1 | 14,4 | 17,8 | 20,2 | 19,7 | 17,6 | 13,7 | 8,6   | 5,9  | 12,5  |
| Средний суточный минимум, °C      | 2,0  | 2,8  | 3,8  | 6,2  | 9,4  | 12,4 | 14,4 | 14,0 | 12,1 | 8,9  | 4,7   | 2,6  | 7,8   |
| Норма осадков, мм                 | 80,4 | 67,3 | 65,9 | 68,3 | 71,6 | 46,6 | 45,1 | 50,2 | 59,2 | 68,6 | 79,8  | 80,0 | 783,6 |
| Источник: Relevé météo des Cognac |      |      |      |      |      |      |      |      |      |      |       |      |       |

## Администрация
| Период | Период | Фамилия        | Партия       | Примечания |
| ------ | ------ | -------------- | ------------ | ---------- |
| 1996   | 2008   | Жан-Клод Марше |              |            |
| 2008   | 2014   | Жиль Бонне     | беспартийный | винодел    |

## Экономика
В 2007 году среди 651 человека в трудоспособном возрасте (15—64 лет) 494 были экономически активными, 157 — неактивными (показатель активности — 75,9 %, в 1999 году было 71,1 %). Из 494 активных работали 459 человек (255 мужчин и 204 женщины), безработных было 35 (9 мужчин и 26 женщин). Среди 157 неактивных 51 человек были учениками или студентами, 59 — пенсионерами, 47 были неактивными по другим причинам.

## Достопримечательности
- Руины замка Мерпен[фр.] (X век). Разрушен в 1387 году. Исторический памятник с 1973 года[3]
- Аббатство Френад[фр.] (XII год). Было разрушено во время религиозных войн. Исторический памятник с 1987 года[4]
- Мост Кокюрон через небольшую реку Шарантон, приток Шаранты (1777 год). Исторический памятник с 2003 года[5]

## Фотогалерея

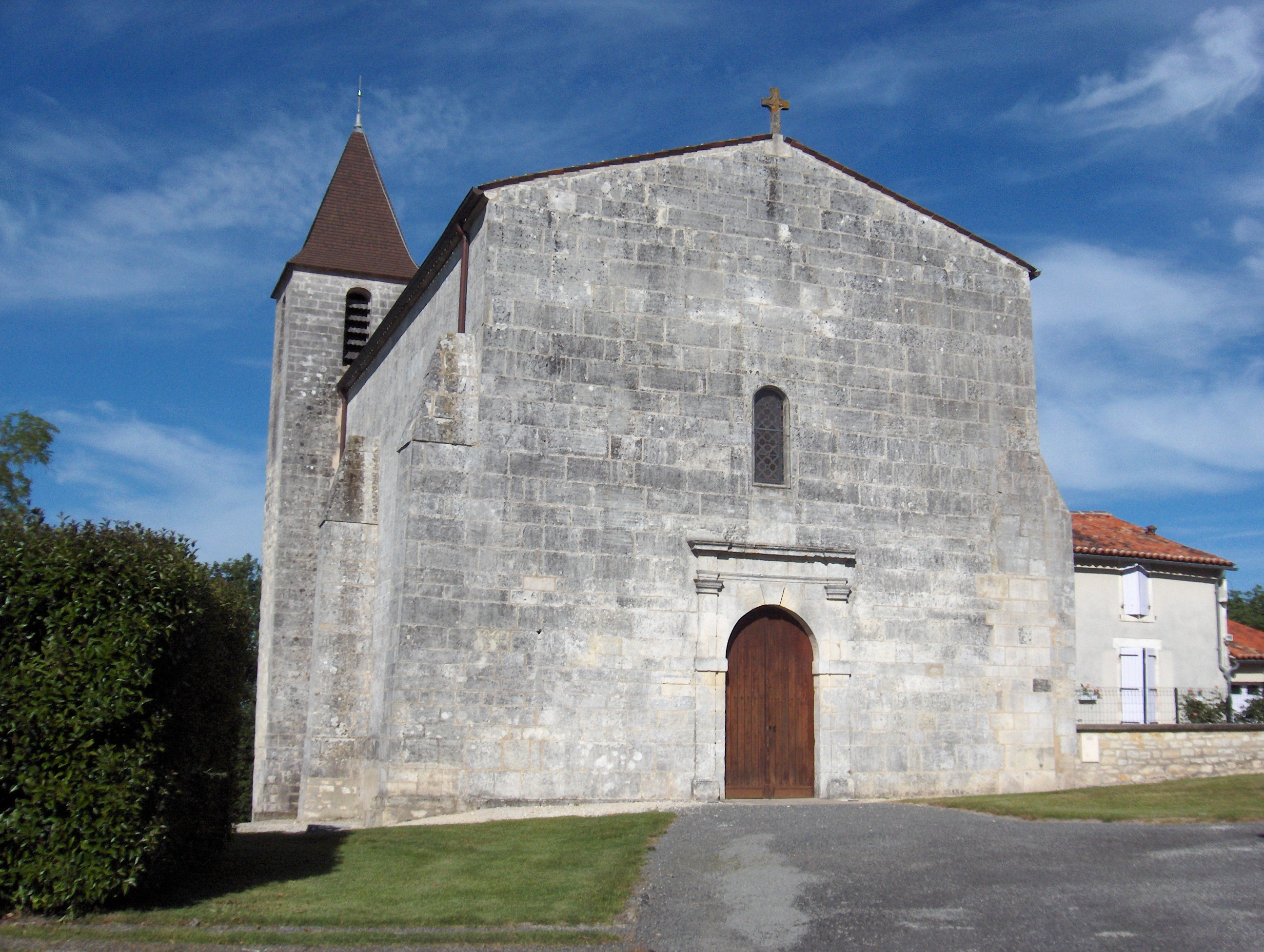
Церковь
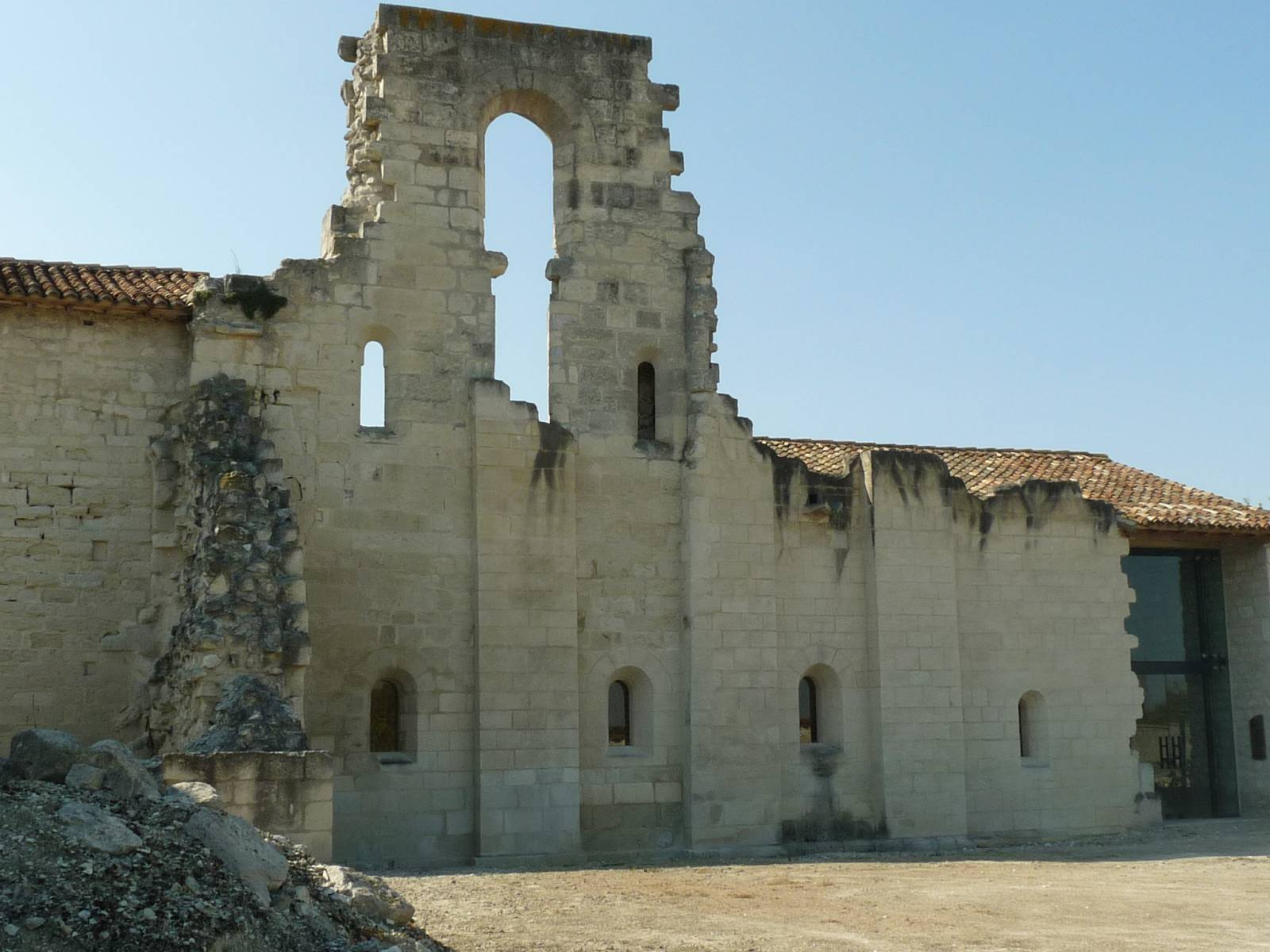
Аббатство Френад
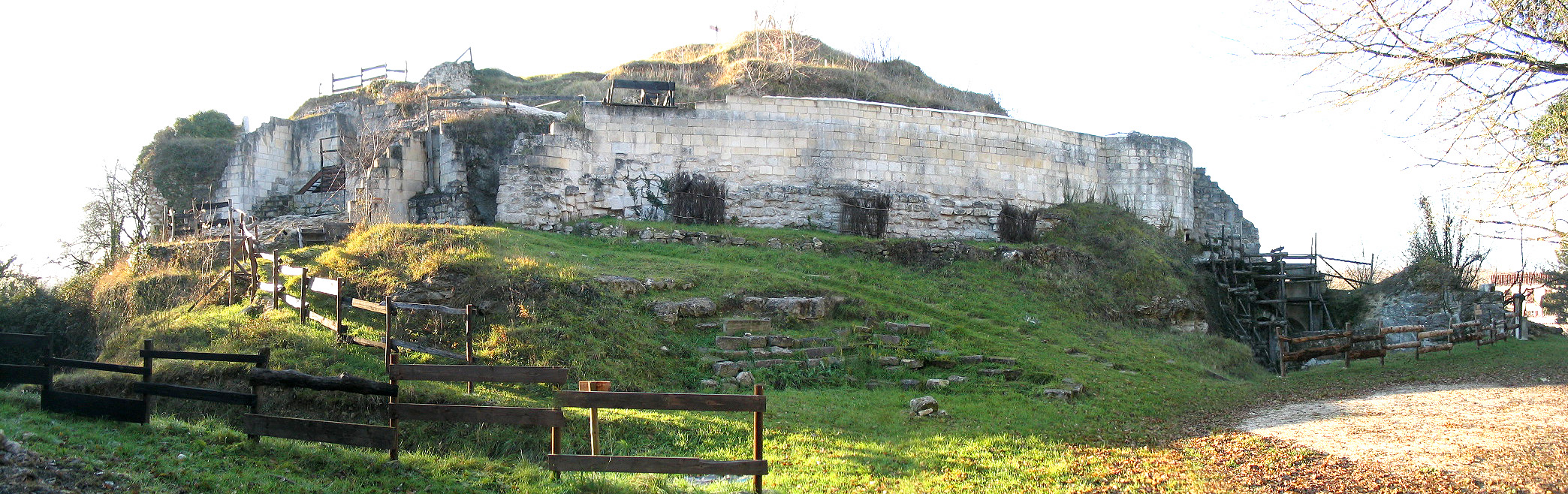
Руины замка Мерпен
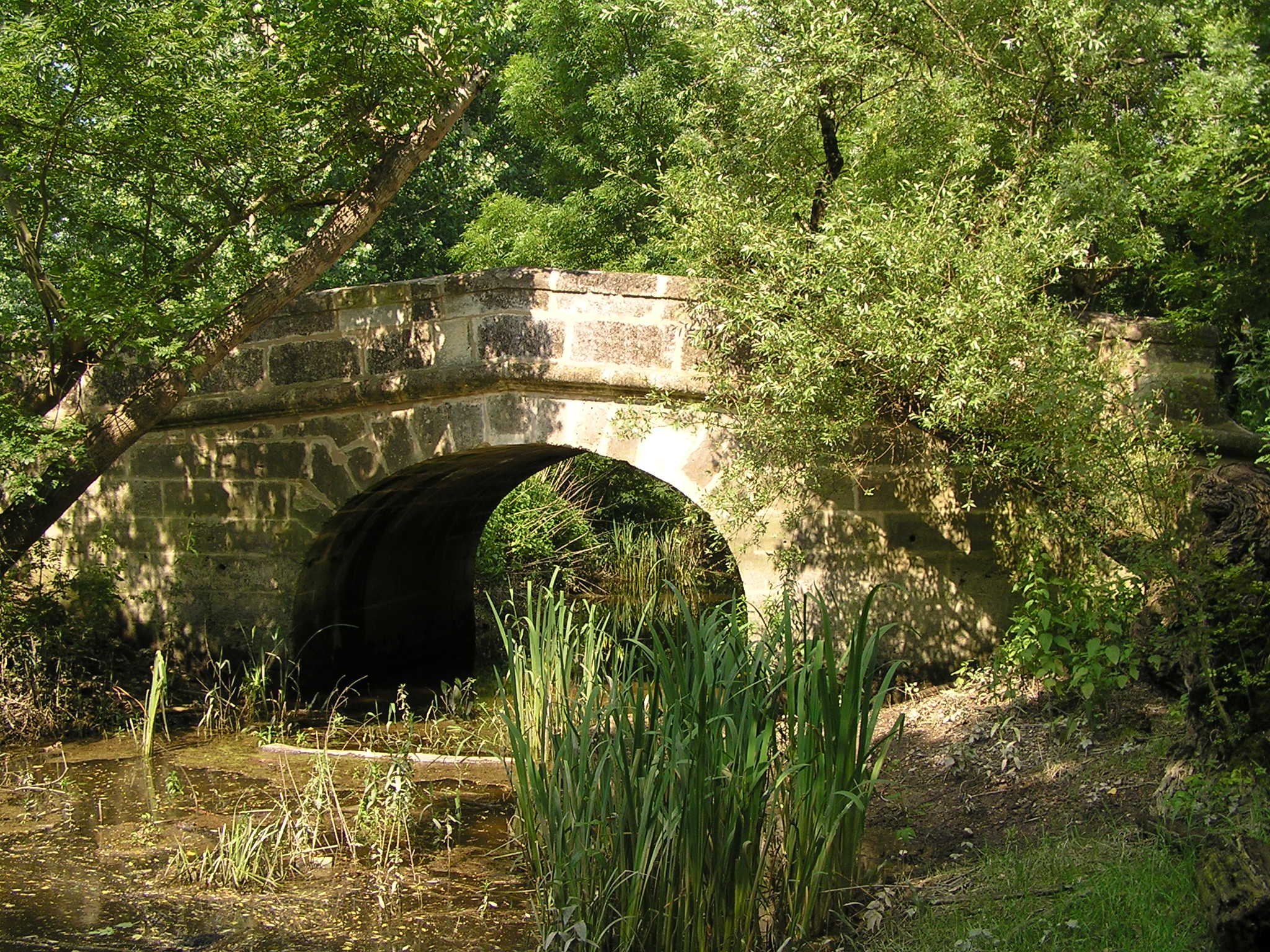
Мост Кокюрон
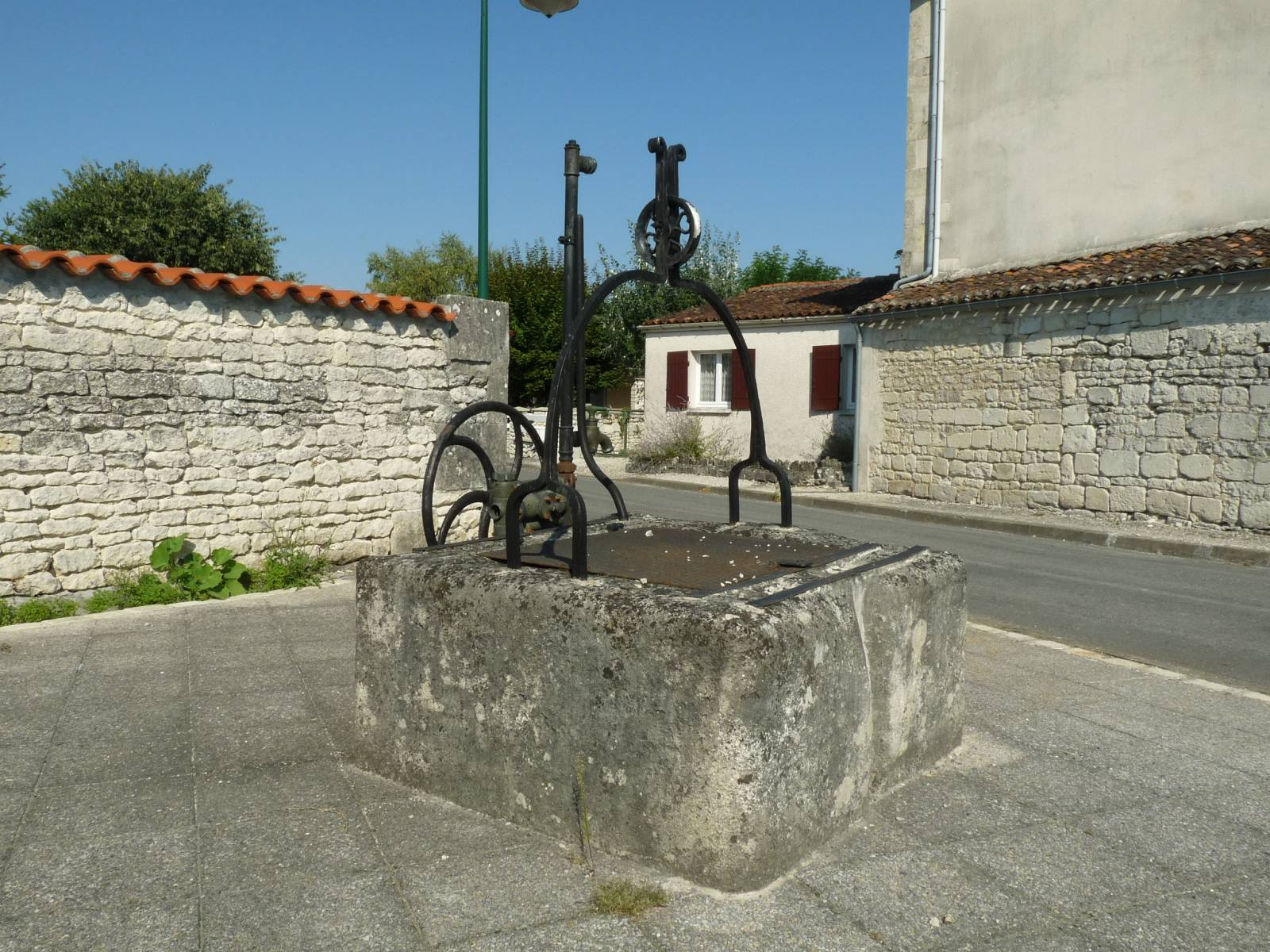
Колодец